# Hermann Hans Wetzler
Hermann Hans Wetzler (8 de septiembre de 1870 – 29 de mayo de 1943) fue un compositor, director y músico (violista, organista y pianista) estadounidense nacido en Alemania.
Entre 1897 y 1901 ejerció como organista asociado en Iglesia de la Trinidad en Manhattan. Bien relacionado con la clase alta de Nueva York, organizó los Conciertos Orquestales Wetzler a principios de siglo. En Alemania ocupó varios cargos de maestro de capilla a partir de 1904. Junto con su oponente Otto Klemperer trabajó por última vez en Colonia, antes de mudarse en 1923 a Suiza. Wetzler, de origen judío, regresó en 1940 a Estados Unidos por miedo al nazismo. Como compositor se le considera parte del período posromántico. Su trabajo incluye 20 obras con números de opus, incluida una ópera.

## Biografía
Hermann Hans Wetzler nació en Fráncfort del Meno en 1870 del matrimonio compuesto por Charles Wetzler y su esposa Anna, de soltera. Rothschild. Poco después, la familia se mudó a Chicago, donde Hermann inicialmente creció con su hermana Minna, que nació en 1874. Su padre había emigrado a los Estados Unidos desde Bohemia en la década de 1840.
Wetzler probablemente recibió sus primeras lecciones de piano de su madre, una pianista de formación. En 1881, la familia Wetzler se mudó a Cincinnati. Fue instruido musicalmente por Charles Baetens (teoría) y Simon E. Jacobsohn (violín). Los Wetzler, considerados " niños prodigio ", tuvieron su primera actuación pública (piano y violín) en 1881 en Cincinnati. En 1883 audicionaron con éxito para las cantantes Adelina Patti y Marcella Sembrich. En el Conservatorio de Música de Cincinnati, los Wetzler fueron estudiantes de piano de George Magrath . En 1884 la familia se mudó a Nueva York, donde Edmund Neupert (piano) y Sam Franko (violín) se hicieron cargo de la formación musical de los hermanos.
El padre organizó una audición con Clara Schumann en Frankfurt am Main y en 1885, ambos niños regresaron a Alemania para estudiar en el Conservatorio Hoch. Sus maestros incluyeron: a. Marie Schumann y Lazzaro Uzielli (piano), Heinrich Gelhaar (órgano), Hugo Heermann (violín) y Bernhard Scholz, Arthur Egidi e Iwan Knorr (composición y contrapunto). También recibió lecciones privadas de composición de Engelbert Humperdinck . Su hermana Minna fue alumna de Eugenie Schumann . Su círculo más cercano de amigos en el conservatorio incluía a Hans Pfitzner y Paul Nikolaus Cossmann . En Frankfurt, Wetzler conoció a importantes personalidades de su época, como Hans Thoma, Henry Thode y Daniela Thode . En este “entorno social e intelectual con una visión nacionalista del arte” también conoció a su esposa Lini Dienstbach y a su posterior cuñado Carl Dienstbach.
En 1892 regresó a los Estados Unidos y recibió su primer compromiso como concertista de viola en la Sociedad Sinfónica de Nueva York de Walter Damrosch . En Nueva York entabló contactos con Anton Seidl y William Steinway . En 1893 se convirtió en organista de la Iglesia de la Sagrada Comunión. Durante su compromiso con Lini Dienstbach, fue bautizado como protestante. Posteriormente fue nombrado organista asociado de la Iglesia de la Trinidad en Manhattan de 1897 a 1901. También trabajó en la Capilla de Santa Inés y en la Iglesia de Todos los Ángeles . Actuó como pianista en recitales de canción y música de cámara en Nueva York; acompañó a cantantes como David Bispham, Lillian Nordica y Anton van Rooy . También fue invitado a la Sociedad de Arte Musical de Nueva York . Estaba especialmente interesado en la música del compositor barroco Johann Sebastian Bach .
En 1897 apareció como director de una orquesta estudiantil de la Universidad de Columbia en la Sala Mendelssohn causando un gran impacto al público. Wetzler tenía la idea de buscar inversores para crear su propia orquesta, sin embargo, la muerte de su hermana y su familia en el hundimiento del barco de pasajeros La Bourgogne mientras viajaba de Nueva York a Le Havre y las difíciles condiciones laborales en Nueva York acabaron por el momento con sus proyectos musicales.
Por recomendación del director de teatro Georg Graf von Hülsen-Haeseler, Wetzler completó sus prácticas en la Ópera Estatal de Hesse en el verano de 1901. Mientras tanto, en Nueva York, el exsecretario de Marina y millonario William Collins Whitney hizo campaña a favor del proyecto de orquesta de Wetzler. Wetzler dirigió varios conciertos en el Carnegie Hall entre 1902 y 1904 bajo el nombre de Wetzler Orchestral Concerts . Los patrocinadores conocidos incluyeron a J.P. Morgan, Henry William Poor, George Washington Vanderbilt II y Stanford White. La organización de la orquesta en sentido estricto estuvo a cargo de Rawlins Lowndes Cottenet . Wetzler trabajó en estrecha colaboración con la compañía Steinway & Sons en sus conciertos. El director y compositor alemán Richard Strauss debutó en Estados Unidos con la orquesta en 1904 y estrenó aquí su “ Sinfonía doméstica ”. Muchos de los músicos de orquesta alemanes tuvieron un rendimiento fluctuante porque tuvieron que tener un segundo trabajo. Con la muerte de William Collins Whitney en 1904, “la empresa, que ya no era rentable, quedó privada de su base financiera”.
Wetzler volvió a centrar su atención en Alemania. Después del fracaso de una visita de estudios a Viena, acudió a Gustav Brecher en el Teatro Municipal de Hamburgo, donde dirigió su primera ópera, “ El cazador furtivo ” de Carl Maria von Weber . Ambos directores tenían en común un “enfoque analítico fuertemente desarrollado de las partituras”. Como director invitado lo llevó a la Orquesta Filarmónica de Berlín (1906) y a la Ópera de la Corte de San Petersburgo (1908). Hasta que los Wetzler encontraron un apartamento de alquiler en Hamburgo, vivieron en el hotel de lujo Hamburger Hof en Jungfernsteg. Wetzler contó con el apoyo financiero durante sus años en Hamburgo de Henry Ammon James .
En la temporada 1908/09 se trasladó al Teatro Municipal de Elberfeld en la provincia prusiana del Rin . Posteriormente se mudó a Riga, donde Wetzler se convirtió en director del Teatro Municipal Alemán . Sus apariciones como invitado lo llevaron a San Petersburgo, Berlín y Munich.
Por recomendación de Clemens von Franckenstein, consiguió un puesto como director en el Teatro de la ciudad de Halle . Allí el director Max Richards se mostró inicialmente bien dispuesto hacia él. Wetzler dirigió aquí en 1914 la primera representación de “ Parsifal ” de Richard Wagner fuera de Bayreuth. También se hizo cargo del estreno en Halle de “ Orfeo ” de Christoph Willibald Gluck en la nueva traducción de Hermann Abert . Posteriormente, la obra se representó con éxito en el Teatro Goethe de Bad Lauchstätt.
En 1915 sucedió a Wilhelm Furtwängler como primer director del Teatro Municipal de Lübeck . En Lübeck, Wetzler pudo “construir aún más el nombre de director de orquesta versátil que ya había adquirido en Halle”. Dirigió con entusiasmo piezas de Wolfgang Amadeus Mozart y Giuseppe Verdi . En 1916 se recuperó en el sanatorio de Königstein im Taunus dirigido por el psiquiatra Oskar Kohnstamm, donde conoció a Otto Klemperer por primera vez. Wetzler mantuvo un estrecho contacto con Arthur y Amélie Nikisch, quien lo animó a componer. Wetzler hizo apariciones especiales como director en 1919 en el Hoftheater Dessau.
En 1923 se estableció en Colonia como compositor y director autónomo. A partir de 1917, Wetzler escribió obras más importantes para orquesta y finalmente la ópera "La Venus vasca" con libreto de su esposa.
Wetzler se mudó a Suiza en 1929, instalándese inicialmente en Brissago, en el cantón de Ticino. En 1932 dio conferencias en la Universidad de Basilea. Ese mismo año asistió a clases magistrales con los pianistas Karl Leimer y Walter Gieseking en Wiesbaden. En Suiza se reunió varias veces con el exiliado alemán y premio Nobel de literatura Thomas Mann, a quien conocía desde 1927. En 1934/35 mantuvo correspondencia con el escritor. Wetzler sirvió a Mann de inspiración para crear el personaje de Wendell Kretzschmar, en su novela Doktor Faustus (1947). A petición propia, Wetzler se unió a la “Profesión de Compositores Alemanes” de la Cámara de Música del Reich en 1934. A pesar de sus esfuerzos, el día 26 de marzo de 1934 fue la última vez que una obra suya se representó en Alemania. En 1935 se le prohibió actuar debido a sus orígenes judíos. Desde 1935 vivió con su socia suiza Doris Oehmigen en Ascona, en el cantón de Ticino, donde construyeron una casa en Monte Verità . Continuó trabajando profesionalmente como pianista y compositor. En busca de perspectivas profesionales, pasó mucho tiempo en Inglaterra y Estados Unidos. Preocupado por la ocupación alemana de Suiza durante la Segunda Guerra Mundial, decidió regresar definitivamente a Estados Unidos en mayo de 1940. Se instaló en Nueva York, donde murió el 29 de mayo de 1943 a la edad de 72 años.